# Zelotes flavimanus
Zelotes flavimanus este o specie de păianjeni din genul Zelotes, familia Gnaphosidae. A fost descrisă pentru prima dată de C. L. Koch, 1839.
Este endemică în Grecia. Conform Catalogue of Life specia Zelotes flavimanus nu are subspecii cunoscute.